# Вокі (Айова)
Вокі (англ. Waukee) — місто (англ. city) в США, в окрузі Даллас штату Айова. Населення — 23 940 осіб (2020).

## Географія
Вокі розташоване за координатами 41°36′7″ пн. ш. 93°52′8″ зх. д. / 41.60194° пн. ш. 93.86889° зх. д. (41.601839, -93.868825).  За даними Бюро перепису населення США в 2010 році місто мало площу 33,63 км², з яких 33,60 км² — суходіл та 0,04 км² — водойми.

## Демографія
Згідно з переписом 2010 року, у місті мешкало 13 790 осіб у 5154 домогосподарствах у складі 3689 родин. Густота населення становила 410 осіб/км².  Було 5378 помешкань (160/км²).
Расовий склад населення:
| - 93,9 % — білих - 2,6 % — азіатів - 1,3 % — чорних або афроамериканців - 0,2 % — корінних американців - 0,1 % — вихідців з тихоокеанських островів |

До двох чи більше рас належало 1,1 %. Частка іспаномовних становила 3,0 % від усіх жителів.
За віковим діапазоном населення розподілялося таким чином: 32,0 % — особи молодші 18 років, 60,0 % — особи у віці 18—64 років, 8,0 % — особи у віці 65 років та старші. Медіана віку мешканця становила 31,8 року. На 100 осіб жіночої статі у місті припадало 94,5 чоловіків;  на 100 жінок у віці від 18 років та старших — 88,5 чоловіків також старших 18 років.
Середній дохід на одне домашнє господарство  становив 106 528 доларів США (медіана — 77 200), а середній дохід на одну сім'ю — 120 569 доларів (медіана — 93 697). За межею бідності перебувало 5,2 % осіб, у тому числі 2,8 % дітей у віці до 18 років та 3,7 % осіб у віці 65 років та старших.
Цивільне працевлаштоване населення становило 9319 осіб. Основні галузі зайнятості: фінанси, страхування та нерухомість — 27,5 %, освіта, охорона здоров'я та соціальна допомога — 20,1 %, роздрібна торгівля — 11,4 %, науковці, спеціалісти, менеджери — 10,5 %.